# فانوس دریایی جزیره برادر شرقی
فانوس دریایی جزیره برادر شرقی، یک فانوس دریایی واقع در جزیره برادر شرقی در خلیج سان رافائل، نزدیک نوک نقطه سن پابلو در ریچموند، کالیفرنیا است. این ورودی خلیج سان پابلو را از خلیج سانفرانسیسکو نشان می‌دهد.

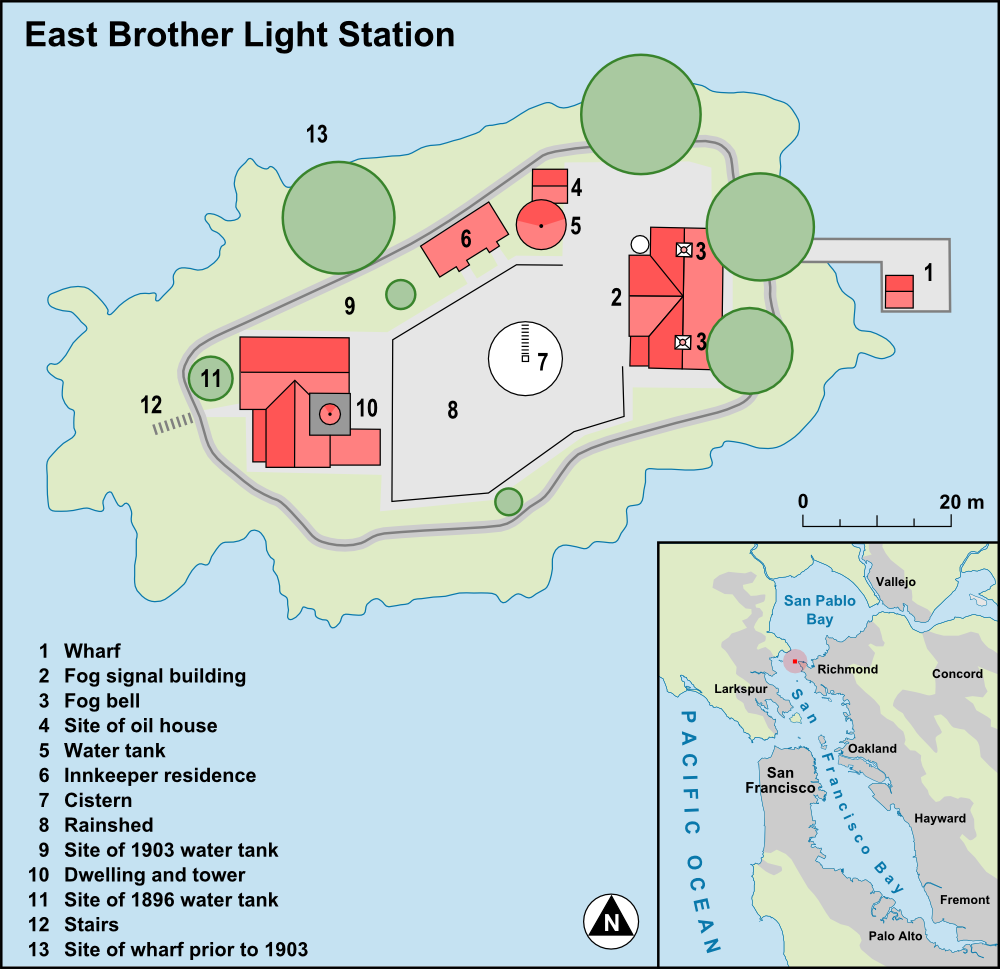
نقشه جزیره برادر شرقی

این فانوس دریایی که در سال ۱۸۷۴ ساخته شد و در سال ۱۹۶۹ خودکار شد، به سبک آمریکایی استیک توسط پل جی. پلز طراحی شد، که همچنین ایستگاه‌های خواهر جزیره برادر شرقی، فانوس دریایی نقطه فرمین در سن پدرو کالیفرنیا، فانوس دریایی جزیره مادیان، در تنگه کارکوینز را طراحی کرد، کالیفرنیا (تخریب شده در دهه ۱۹۳۰)، فانوس دریایی نقطه هوئنم در کالیفرنیا (در سال ۱۹۴۰ جایگزین شد)، چراغ ورودی هرفورد در نورث وایلد وود، نیوجرسی، و پوینت آدامز لایت در ایالت واشینگتن (سوخته شده توسط سرویس فانوس دریایی در سال ۱۹۱۲)، همه در اصل همان سبک خانه نگهبان سابق در سال ۱۹۸۰ به عنوان یک تختخواب و صبحانه شروع به کار کرد.
- فانوس جزیره برادر شرقی در سال 2013
- نوری که از عرشه کشتی آزادی در جنگ جهانی دوم دیده می‌شود اس‌اس Jeremiah O'Brien
- نمای پانوراما از ایستگاه فانوس دریایی جزیره برادر شرقی